# هینو، توتوری
هینو، توتوری (به لاتین: Hino, Tottori) یک منطقهٔ مسکونی در ژاپن است که در Hino District واقع شده‌است. هینو ۱۳۳٫۹۸ کیلومترمربع مساحت و ۳٬۲۰۲ نفر جمعیت دارد.